# Gretchen Lederer
Gretchen Lederer (née. Schwallenback, 23 de mayo de 1891 – 20 de diciembre de 1955) fue una actriz alemana que trabajó durante la era del cine mudo. Apareció en 80 películas entre 1912 y 1918.

## Vida personal
Gretchen Lederer nació en Colonia, Imperio Alemán. Se casó dos veces. Su primer matrimonio fue con el actor checo-estadounidense Otto Lederer. La pareja tuvo un hijo, Leroy Lederer Shepek (1908-1940). Su segundo matrimonio fue con el economista estadounidense Lewis Henry Haney. El matrimonio duró hasta su muerte en 1955, en Anaheim, California a los 64 años.

## Filmografía
- Hearts in Conflict (1912)
- The Violin Maker (1915)
- The Chimney's Secret (1915)
- The Millionaire Paupers (1915)
- Under a Shadow (1915)
- Lord John's Journal (1915)
- Lord John in New York (1915)
- Bobbie of the Ballet (1916)
- The Grasp of Greed (1916)
- The Mark of Cain (1916)
- If My Country Should Call (1916)
- The Yaqui (1916)
- Doctor Neighbor (1916)
- Black Friday (1916)
- A Yoke of Gold (1916)
- The Morals of Hilda (1916)
- Little Eve Edgarton (1916)
- My Little Boy (1917)
- The Silent Lady (1917)
- The Little Pirate (1917)
- The Spotted Lily (1917)
- The Lair of the Wolf (1917)
- Bondage (1917)
- The Cricket (1917)
- Polly Redhead (1917)
- The Greater Law (1917)
- Princess Virtue (1917)
- The Little Orphan (1917)
- The Rescue (1917)
- New Love For Old (1918)
- The Model's Confession (1918)
- The Kaiser, the Beast of Berlin (1918)
- Riddle Gawne (1918)
- Hungry Eyes (1918)
- Wife or Country (1918)